# 呂世宜
呂世宜（1784年—1855年），字可合，號西邨、種花道人、瓢道人、百花瓢主、頑皮漢子、鐵生，晚號不翁、髯可:18:70，主要齋號愛吾廬，書畫家，金門人。

## 生平
呂世宜早年移居廈門，嘉慶十三年（1808年）中秀才，道光二年（1822年）得舉人，於漳州芝山書院、廈門玉屏書院等處任教，協助周凱主編《金門志》、《廈門志》。道光十七年（1837年）抵達臺灣，接受板橋林家邀請擔任西席（家庭教師），廣蒐各類金石碑板，與謝琯樵、葉化成並稱「板橋三先生」:70。晚年捐翰林院典簿，並在咸豐四年（1854年）自撰墓誌銘，刻於硯背，翌年過世後即用該硯陪葬。該硯於1989年流傳至金門，畫家吳鼎仁推測是文化大革命後被盜墓者盜挖出土。金門縣文化局將其故居東村呂世宜古厝（現址金門縣金湖鎮東村16號）指定為縣定古蹟。國立歷史博物館典藏其書法作品隸書四聯屏，已被指定為重要古物。

## 著述
書有碑刻〈四十九石山房刻石〉、〈有是樓刻石〉:70，著有《愛吾廬題跋》、《愛吾廬文鈔》、《愛吾廬筆記》、《古今文字通識》、《千字文通釋》等:321:70-71。

## 墓地
2006年，廈門書法愛好者張文傑在大厝山發現一座墓碑，後經檢查確認為呂世宜之墓:22。目前該墓已被列入涉臺文物古蹟，墓碑亦遭移至博物館，以一複製品代為展示在原處:22。